# Rovílio Costa
Rovílio Costa (Veranópolis, 20 de agosto de 1934 — Porto Alegre, 13 de junho de 2009) foi um  frade capuchinho e padre católico, escritor, historiador, jornalista e editor brasileiro, considerado um dos grandes divulgadores da cultura do Rio Grande do Sul.
Deixou grande bibliografia sobre a imigração europeia no estado, em particular a italiana, obras que se tornaram referência obrigatória, e como editor publicou mais de dois mil volumes, em sua maioria sobre o mesmo tema, uma contribuição ímpar que foi amplamente reconhecida e muito elogiada. Também é lembrado como um clérigo preocupado com os despossuídos e como um ecumênico pastor de almas.

## Sacerdócio
Era filho de Amilcare Costa e Maria Montetto e foi o último de sete irmãos. Escolheu a vida religiosa na infância, entrando no seminário em 4 de fevereiro de 1946. Tornou-se frade capuchinho e em 1960 foi ordenado padre. Como sacerdote foi vigário paroquial em Ipê e Antônio Prado e nas paróquias da Sagrada Família e da Igreja Maronita Nossa Senhora do Líbano em Porto Alegre. Por muitos anos desenvolveu um trabalho pastoral no presídio de Charqueadas e na vila organizou uma biblioteca, hortas comunitárias e trabalhos em grupo com a intenção de dar dignidade aos presos e suas famílias, depois fazendo o mesmo no Presídio Central de Porto Alegre. Seu colaborador e ex-capuchinho Luís Alberto De Boni deixou um testemunho de sua atuação religiosa:
"Frei Rovílio foi muito mais que um acadêmico ou um pesquisador. Ele foi acima de tudo um frade capuchinho, imbuído dos ideais de Francisco de Assis. Sua vida era de uma simplicidade única. No seu quarto – no qual, não é preciso dizer, não havia banheiro –, no quarto, pois, que dava para uma sala com pilhas de livros, havia uma velha cama de ferro com um colchão que deveria ter algumas décadas de existência. Há pouco comprara um novo roupeiro, porque o antigo estava caindo aos pedaços. Por baixo da cama, nos últimos tempos, costumava colocar pacotes de livros, porque não havia mais espaço para eles na residência. As roupas do dia-a-dia eram franciscanamente surradas. [...] Dentro de seus ideais franciscanos, o frade Rovílio Costa deu o melhor de si como sacerdote, foi acima de tudo padre, um padre para todos. Confessar, visitar doentes, levar a comunhão foi o que ele mais fez na vida. E atendia a todos os que encontrava, não perguntando por convicções religiosas. 'Todos são filhos de Deus', costumava dizer. Os maçons o elogiavam, e ele uma vez me disse: 'Sabe, fala-se muito mal da maçonaria em certos círculos católicos, mas o Grão-Mestre X é das pessoas mais corretas que jamais vi em minha vida'. Os judeus eram seus amigos. A Umbanda o condecorou. Considerava os luteranos e os anglicanos como católicos a seu modo. Inúmeras vezes falou-me do importante trabalho que as igrejas pentecostais realizam nas favelas e nas vilas mais pobres. E uma vez me comentou que, ouvindo um importante intelectual de Porto Alegre, este lhe dissera ser ateu e que admirava os que tinham fé, ao que ele respondeu: 'A fé é um dom de Deus. Talvez os que praticam o bem sem ter fé mereçam de Deus um amor de predileção'.”

## Carreira intelectual
Licenciou-se em Filosofia e Pedagogia, e dando aulas em Vila Ipê, então distrito de Vacaria, ouvia histórias contadas por antigos descendentes de imigrantes, que despertaram seu interesse pela imigração europeia no Rio Grande do Sul, tema no qual viria a se tornar inconteste autoridade. Obteve um mestrado em Educação e uma livre docência em Antropologia Cultural. Também deixou obras sobre Educação, Psicologia e Antropologia, e em seus últimos anos passou a pesquisar a história dos negros e da escravidão no estado.
Deu aulas na Faculdade de Educação da UFRGS, onde fundou e dirigiu por 15 anos a revista Educação e Realidade, e na Escola Superior de Teologia São Lourenço de Brindes (EST), da qual foi diretor. Em 31 de janeiro de 1974 fundou a editora da EST, atuando como seu diretor e por 35 anos desenvolvendo grande atividade editorial, publicando mais de 2 mil títulos sobre a imigração e vasta documentação até então inédita. Fez muitas doações de livros para municípios gaúchos e contribuiu para a formação de mais de vinte bibliotecas públicas. Foi um grande colaborador de vários jornais, entre eles o Correio Riograndense, e um defensor da preservação do talian, o dialeto italiano usado nas colônias gaúchas. Foi membro fundador do Instituto Genealógico do Rio Grande do Sul, membro do Conselho Estadual de Cultura, da Academia Riograndense de Letras, do Instituto Histórico de São Leopoldo, do Colégio Brasileiro de Genealogia e da Academia Brasileira de Jornalismo.
Recebeu muitas homenagens em vida e postumamente. Foi patrono das feiras do livro de Novo Hamburgo, Bom Jesus, Veranópolis (duas vezes), Carlos Barbosa e Porto Alegre, e patrono das bibliotecas públicas de São José do Ouro, Bento Gonçalves e Carazinho. Recebeu a Ordem do Mérito da República Italiana no grau de cavaleiro, as medalhas Simões Lopes Neto e Negrinho do Pastoreio do Governo do Estado, a Medalha Ana Néri da Sociedade Brasileira de Educação e Integração, a Medalha Monumento Nacional ao Imigrante da Prefeitura de Caxias do Sul, a Medalha da Academia Brasileira de História, a Medalha de Ouro Giovanni Martinelli da Câmara de Comércio, Indústria, Artesanato e Agricultura de Lucca na Itália e várias outras, o Troféu Leone di San Marco do Istituto Veneto per i Rapporti con i Paesi dell'America Latina, a Comenda Dante de Laytano, os títulos de Amigo do Livro e de Cidadão Ilustre de Veranópolis, e a cidadania honorária da Itália e dos municípios de Carlos Barbosa e Porto Alegre. Recebeu ainda as distinções literárias Prêmio Érico Veríssimo e Prêmio Ilha de Laytano. Em 2001 foi homenageado com um festschrift organizado por Antonio Suliani, intitulado Etnias e Carisma: poliantéia em homenagem a Rovílio Costa. Em 2010 sua memória foi objeto de uma exposição no Museu dos Capuchinhos em Caxias do Sul, e de louvores na Assembleia Legislativa do Rio Grande do Sul, quando o deputado Ivar Pavan assim disse: "Ele foi capaz de traduzir toda uma cultura. Ninguém, como ele, dedicou tanto estudo e pesquisa à imigração no Brasil, principalmente a italiana. Frei Rovílio Costa será sempre lembrado pelo grande legado que nos deixou". Em 2016 a Câmara Municipal de Porto Alegre batizou uma rua da cidade com seu nome.
O historiador Mário Gardelin elogiou seu trabalho dizendo que "boa parte das publicações sobre imigração italiana são contribuição material de Rovílio Costa, um imaginoso e magnífico editor, que pessoalmente contribuiu, como poucos, para que nossas coisas fossem conhecidas". Abrelino Vazatta, reitor da UCS, referiu-se a ele como "um semeador de mão cheia que ao romper da manhã saiu a semear a semente de seus livros, que produziram mil por um, em que muitos, no futuro, encontrarão a água que lhes dessedente o saber". Luís Alberto De Boni também deixou impressões sobre ele: "Enquanto muitos (e eu era um deles) liam e redigiam obras interpretativas sobre a imigração, ele virava o mundo de pernas para cima, certo de que a história da imigração devia ser escrita, primeiramente, a partir da vida de trabalho e de sofrimento daqueles que não tinham história, daqueles cuja única forma de expressão tinha sido, até então, o silêncio".

## Principais obras
Deixou grande bibliografia publicada entre livros e artigos e um grosso corpo de escritos ainda inéditos.
- Psicologia da fraternidade religiosa, 1973
- Sociopsicologia, 1973 (Com Itamar Navildo Vian)
- Personalidade e ciência social, 1974
- Primado da pessoa na vida cristã, 1974
- Imigração Italiana no Rio Grande do Sul: vida, costumes e tradições, 1975
- Antropologia Visual da Imigração italiana, 1976
- Delinqüência juvenil: antecedentes, 1976
- Italianos do Rio Grande do Sul, 1980 (Com Luís Alberto De Boni)
- Assim Vivem os Italianos: arquitetura da imigração italiana no Rio Grande do Sul, 3 vol., 1982 (Com Arlindo Itacir Battistel e Júlio Posenato)
- Imigração Italiana no Rio Grande do Sul: fontes históricas, 1988 (Com Itálico Marcon)
- La presenza italiana nella Storia e nella cultura del Brasile, 1990 (Com Luis Alberto De Boni e Angelo Trento)
- Far la Mèrica: a presença italiana no Rio Grande do Sul, 1991 (Com Luís Alberto De Boni)
- As Colônias Italianas Dona Isabel e Conde d'Eu, 1991 (Com Luís Alberto De Boni, Nilo Salvagni e Elyo Caetano Grison)
- Povoadores da Colônia Caxias, 1992 (Com Mário Gardelin)
- Colônia Caxias: origens, 1993 (Com Mário Gardelin)
- Os Capuchinhos do Rio Grande do Sul, 1996 (Com Luís Alberto De Boni)
- Povoadores das colônias Alfredo Chaves, Guaporé e Encantado, 1997 (Com Stella Borges, Mário Gardelin e Paulo Bortolazzo)
- Povoadores de Cotiporã, 2 vol. 1998
- Raízes de Veranópolis, 1998
- Duas Itálias, 2000 (Com Arlindo Itacir Battistel)
- História e estórias, 2001
- História, estórias e poesias, 2003
- Histórias, estórias e orações, 2003